# Iulian Crivac
Iulian Crivac (n. 4 iulie 1976, Pitești) este un fost fotbalist român, care a evoluat pe postul de mijlocaș defensiv. După retragerea din activitatea de fotbalist, acesta a ales calea antrenoriatului, ajungând principal la FC Argeș. După desființarea echipei, acesta s-a mutat la noua echipă a orașului, SCM Argeșul Pitești, unde a fost principal pentru scurtă durată, fiind cooptat ca secund de aceeași echipă pentru restul sezonului 2013-2014.
În prezent antrenează echipa de juniori, ACS Viitorul Argeș Alexandru Duminică, care participă în competiția internă în cadrul FRF, Campionatul Național U17.